# 페니 드레드풀 (드라마)
《페니 드레드풀》(영어: Penny Dreadful)은 2014년부터 2016년까지 방영한 TV 드라마이다.